# 草野本家

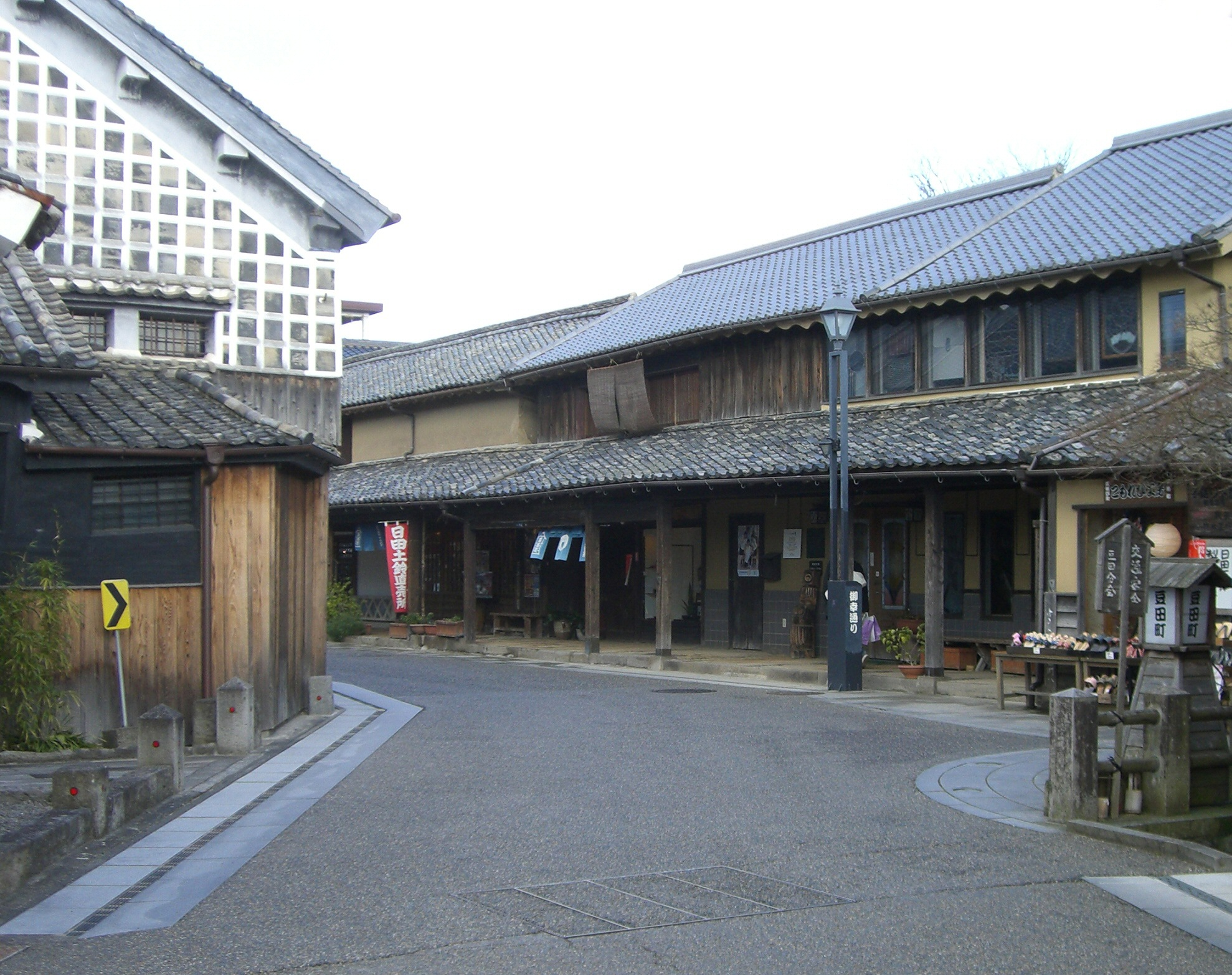
豆田町の町並み。左側の建物が草野本家。

草野本家（くさのほんけ）は、大分県日田市豆田町にある歴史的建造物（旧商家）である。

## 概要
草野本家は、幕府直轄領日田の商家町で、居蔵造の屋敷が並ぶ豆田町の南西部、「御幸の辻」と通称するクランク道路の正面に位置する。商標をカクジュウ（田）と定める旧精蝋店である。屋号は枡屋。傍ら、掛屋として公益に勤めた。現在の当主は開業から20代目である。
日本の雛祭りイベントの発祥の地ともいわれる。

## 歴史
草野家の祖は、筑後竹井城主草野三郎蔵人永経であるという。その子、永平は筑後国在国司、押領使に任ぜられ、以来1587年家清の代まで耳納山発心城（福岡県久留米市草野町）に居城し、草野郷を治めた。
天正14年（1586年）の秀吉の島津氏討伐の際、龍造寺氏勢に参加するも敗退し日田に落ちて帰農し、寛永18年（1641年）豆田魚町に移住。元禄元年（1688年）に現在の場所に精蝋を業として屋敷と店舗を構えたという。

## 文化財
草野本家の建造物のうち主屋など4棟とその敷地は2009年12月、「草野家住宅（大分県日田市豆田町）」の名称で国の重要文化財に指定された。指定物件は以下のとおりである。
- 主屋
- 座敷蔵
- 北蔵
- 隠宅蔵
- 附:家具蔵
- 附:井戸屋形
- 土地 1,599.63平方メートル

主屋は居蔵造と呼ばれる塗籠の防火建築で、玄関部、店舗部、隠宅部、客間部、新座敷部、仏間部からなる、複雑な平面をもつ建築である。このうち最も古い部分は仏間部で、江戸時代中期の享保10年(1725年)頃に造られたとも言われており、県内最古の商家である。主屋のその他の部分は安永元年（1772年）の豆田町の大火の後、江戸時代後期から明治時代初期にかけて順次建て増しされたものである。元は敷地の北部が本家、南側が分家であったが、18世紀末に本家が廃絶した後、両方の屋敷が一体化されている。付属建物の中では座敷蔵は瓦に享保16年（1731年）の銘があり、建築年代が明らかである。
なお、草野本家を含む豆田町一帯の10.7ヘクタールは、2004年12月、「日田市豆田町伝統的建造物群保存地区」の名称で国の重要伝統的建造物群保存地区として選定されている。